# Ali Saidi-Sief
Ali Saidi-Sief (àrab: علي سعيدي سيف)  (Constantina, 15 de març de 1978) és un atleta algerià, ja retirat, especialista en proves de mig fons i fons, que va competir a començaments del segle XXI.
Era especialista en 1.500 metres però els majors èxits els assolí en la prova dels 5.000 metres. En aquesta prova guanyà la medalla d'argent als Jocs Olímpics de Sydney 2000, per darrere de Millon Wolde. L'any següent, al Campionat del Món d'Edmonton, on havia quedat segon, donà positiu per nandrolona i fou suspès per dos anys. Un segon examen en un laboratori de Colònia va demostrar que el suplement que havia pres contenia nandrolona, però que no estava als ingredients etiquetats.
Va disputar, sense sort, els Jocs Olímpics del 2004 i 2008. En el seu palmarès també destaquen dues medalles al Campionat Africà d'atletisme, de bronze en els 1.500 metres el 1998, i d'or en els 5.000 metres el 2000. El 2005 guanyà la medalla d'or als Jocs del Mediterrani d'Almería.

## Millors marques
- 1.500 metres. 3' 29.51" (2001)
- 5.000 metres. 12' 50.86" (2000)[4]